# Muzeul Național Brukenthal din Sibiu

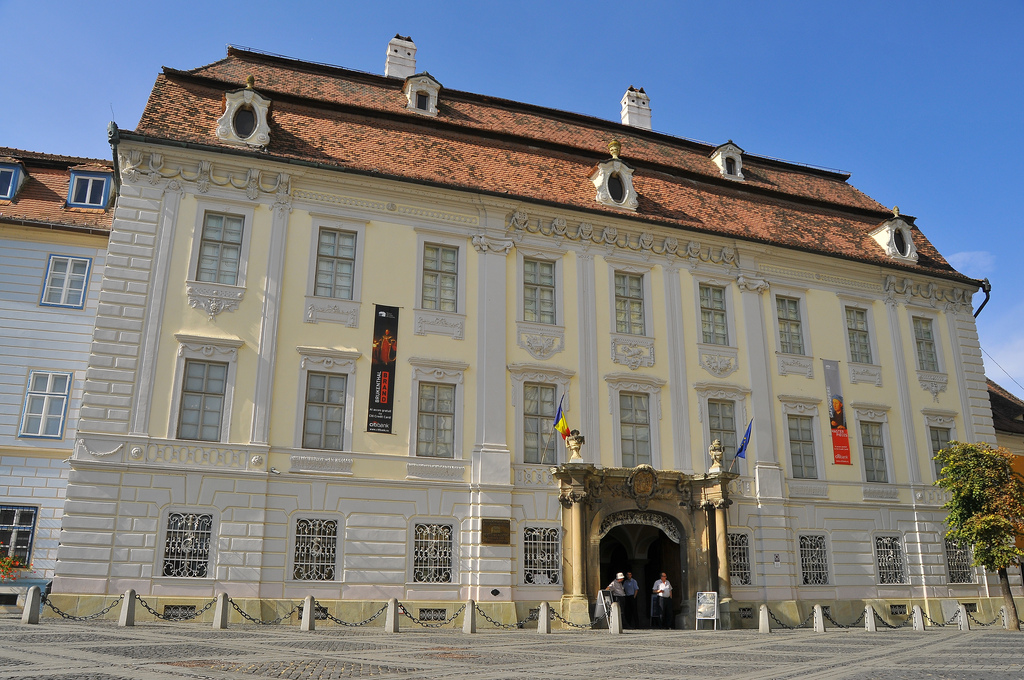
Muzeul Național Brukenthal

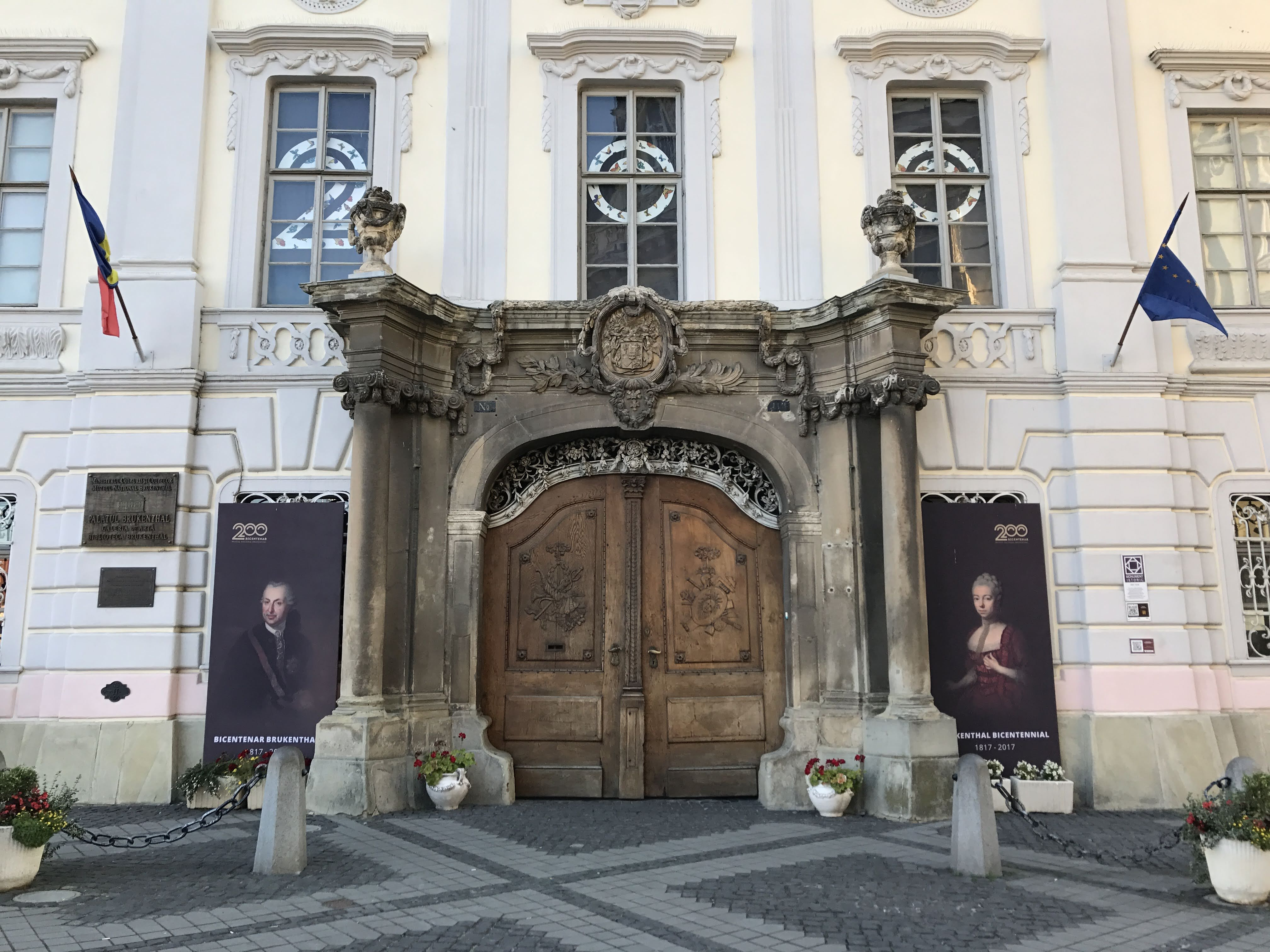
Intrarea in muzeu

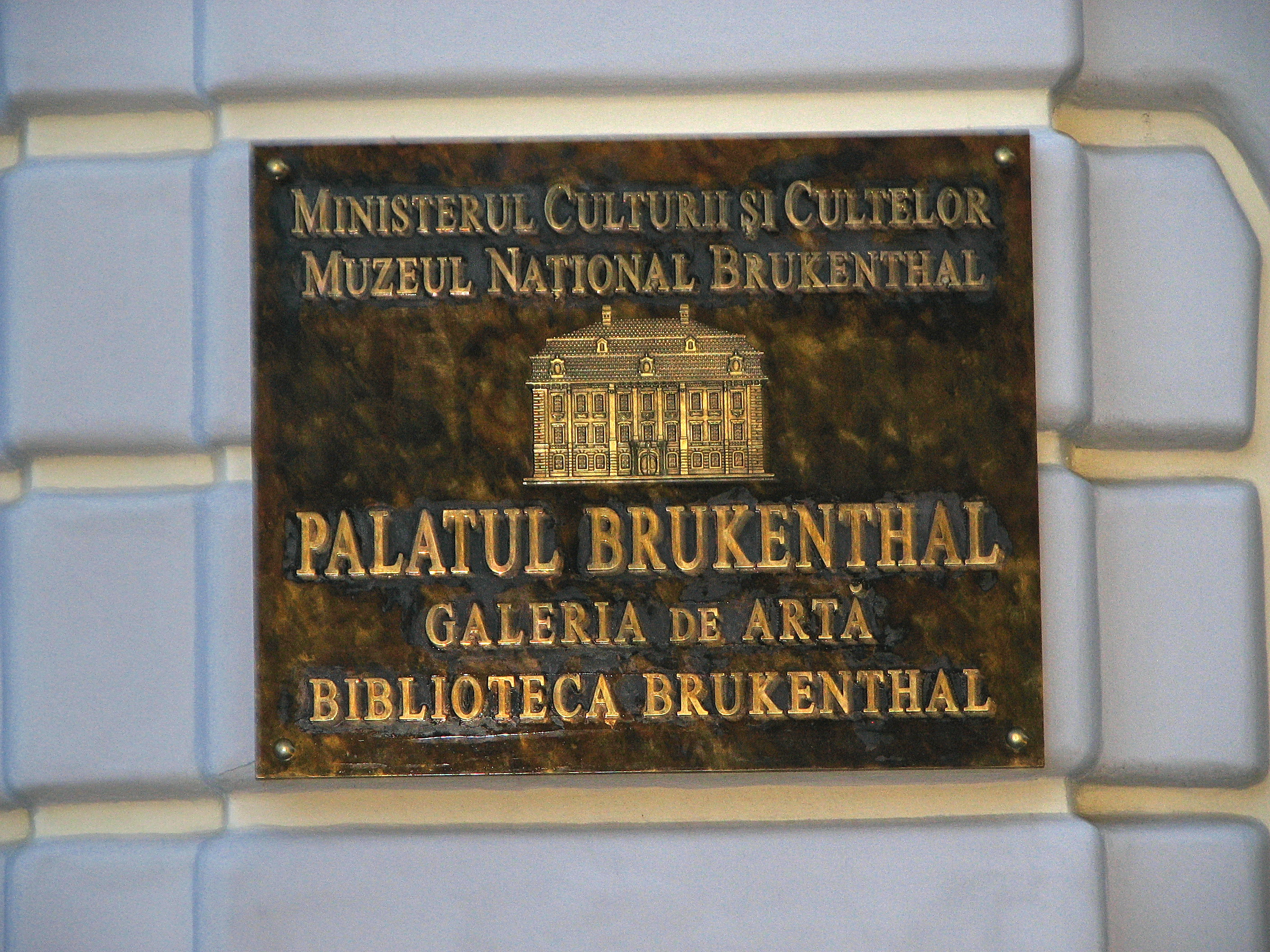
Sigla Palatului Brukenthal

Muzeul Național Brukenthal este un grup de muzee din Sibiu. Nucleul acestui grup îl reprezintă colecțiile baronului Samuel von Brukenthal de artă europeană, stampe, numismatică și cărți, dar și clădirea ridicată de baron pentru a le găzdui, Palatul Brukenthal. După naționalizare în grup au intrat rând pe rând muzee de profil diferit, cum este Muzeul de Istorie Naturală (1957), Muzeul Cinegetic „August von Spiess” (1966), Muzeul Farmaciei (1972), Muzeul de Istorie Casa Altemberger (1988) și Muzeul de Artă Contemporană (2006). Galeria de Artă Românească în formatul ei actual este de asemenea o apariție târzie (2008), dar bazele colecției acesteia au fost puse în 1950 prin înglobarea fondurilor Muzeului Astra.
După numărul de vizitatori este al doilea cel mai popular grup muzeal din oraș, după Complexul Național Muzeal „Astra”, cu peste 300.000 de vizitatori pe an. Muzeul este singurul din România care deține picturi realizate de maeștrii Jan van Eyck, Hans Memling și Tițian.

## Istoric
Fondatorul acestui muzeu a fost Samuel von Brukenthal, guvernator habsburgic al Transilvaniei, între anii 1778 și 1787. El a început să achiziționeze primele opere, pentru colecția sa, din aproximativ anul 1754, de la Viena. 
Prin testament, Baronul Samuel von Brukenthal a dispus deschiderea Palatului ca muzeu public, gestul său înscriindu-l astfel în rândul marilor iluminiști ai veacului. Palatul a devenit în 1817 muzeu public, cunoscut ca Muzeul Brukenthal, una dintre primele instituții de acest gen din Europa.
Muzeul a aparținut până în 1948 Bisericii Evanghelice din Sibiu. In anul 1948 statul comunist a naționalizat muzeul și a mutat 19 tablouri valoroase la Muzeul Național de Artă al României din București. In anul 2005 guvernul român a restituit muzeul Brukenthal Bisericii Evanghelice din Sibiu și a retrocedat muzeului cele 19 tablouri de la București.
În anul 2015, muzeul a avut peste 400.000 de vizitatori.
Muzeul are sediul principal în Palatul Brukenthal din Sibiu, pe o latură a Pieței Mari.

## Secțiile muzeului

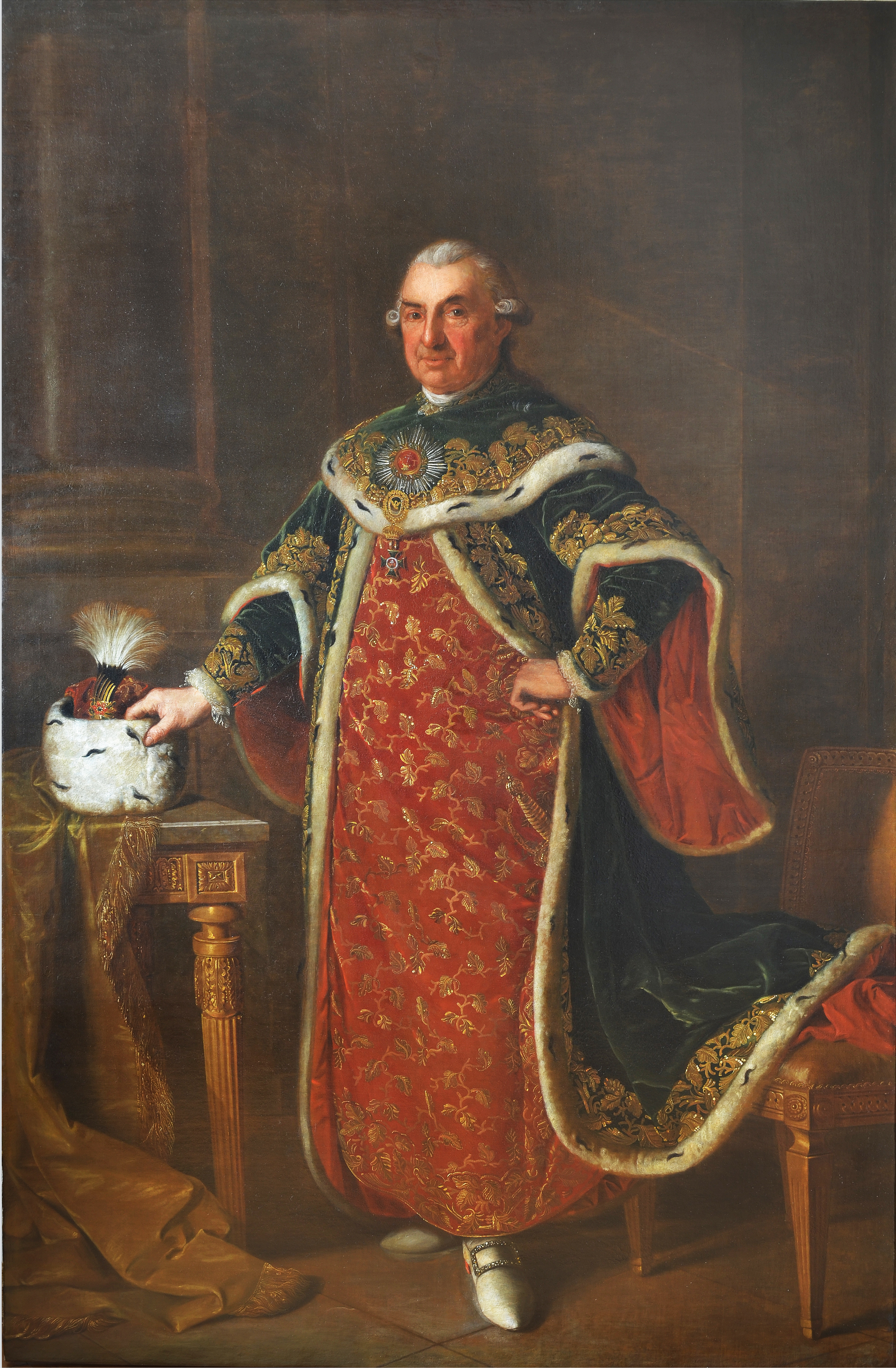
Samuel Brukenthal (1721-1803)

### Galeriile de Artă Brukenthal

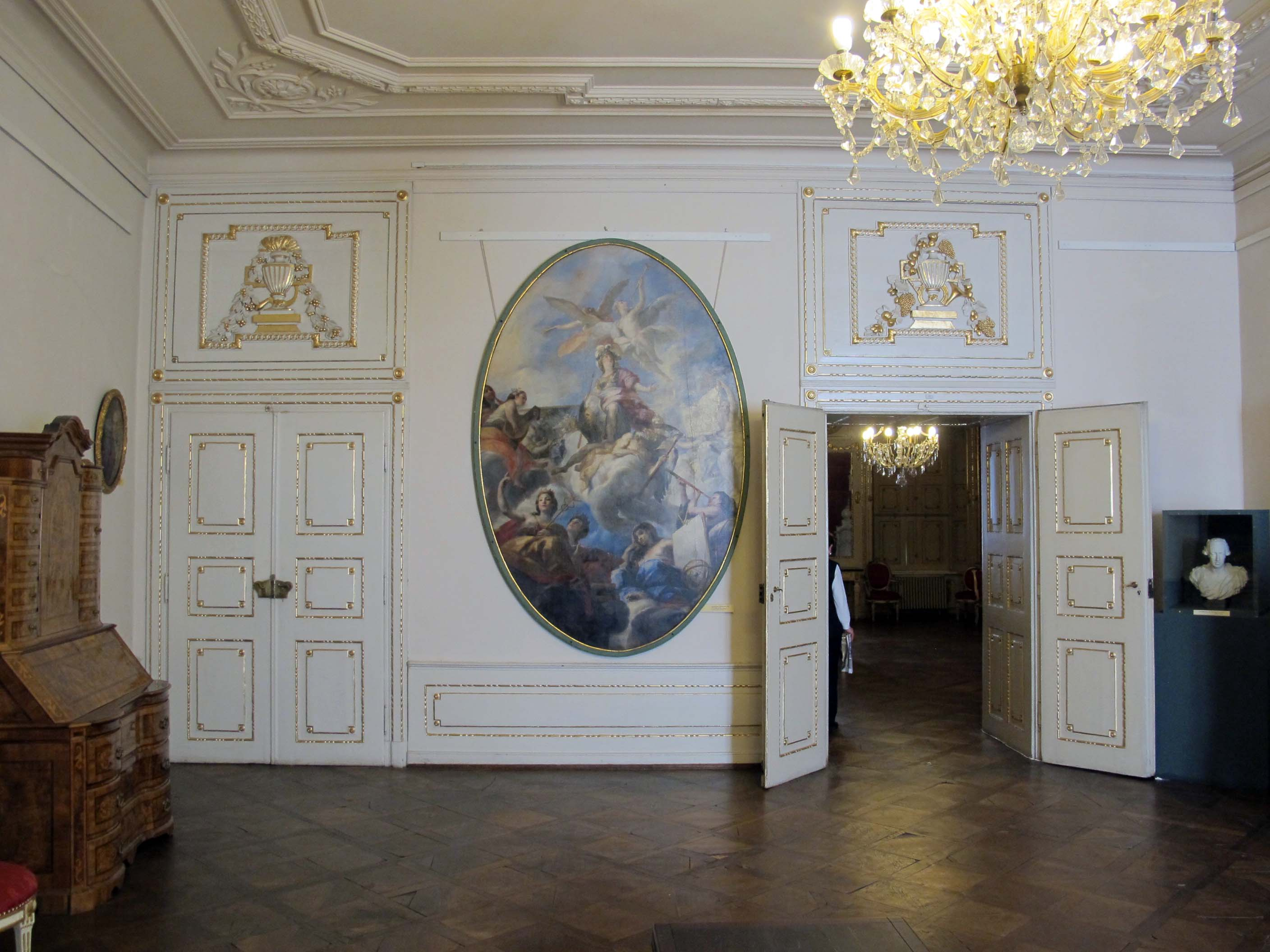
Palatul Brukenthal, interior

Galeriile de Artă Brukenthal are subsecțiile: Artă Europeană, Piața Mare nr. 4; Artă Românească, Piața Mare, nr. 5; Artă Contemporană, strada Tribunei nr. 6.
Galeria de Artă Europeană se află în Palatul Brukenthal, construit în stil baroc în perioada 1778-1788,  pe bulevardul principal, în Piața Mare a Sibiului, și include circa 1200 de picturi ale principalelor școli de artă europene din secolul al XV-lea până în secolul al XVIII-lea: lucrări din perioada renascentistă flamandă, germană, austriacă, italiană , spaniolă și franceză, a barocului și rococoului.
Palatul în sine este cea mai importantă clădire barocă din Transilvania. Ridicat de Samuel von Brukenthal pe locul a două clădiri medievale demolate, una dintre care a fost moștenită de către soția acestuia, Sofia Katharina Kloknern. Clădirea a fost construită după planurile arhitectului vienez Joseph Franz Martinelli în stilul baroc. Din 1853 a funcționat Școala elementară evanghelică de fete în clădirile din spate. Parterul a fost folosit pentru spații comerciale la sf. secolului XIX – înc. secolului XX, acolo fiind amplasate o librărie, un magazin de instrumente muzicale, magazine de modă și încălțăminte, ultimele fiind înlocuite de farmacia „La Vulturul Negru” înființată în 1494. Farmacia a fost închisă în 1949, și fațada clădirii a căpătat atunci aspectul din prezent.
Reamenajarea expoziției permanente, începută în 2015, a fost definitivată în 2019, fiind organizată în module tematice, amplasate la etajul I și II:
Etajul I
1. Scena biblică – picturi din școlile italiană, germană, austriacă, flamandă și olandeză din perioada secolelor XV-XVIII folosind scene din Vechiul și Noul Testament. Printre operele expuse: Nașterea fecioarei de Albrecht Dürer; Răstignirea de Hans von Aachen.
2. Scena de război – opere reprezentând portrete și scene de război ale pictorilor italieni, germani, austrieci, flamanzi și olandezi din sec. XVII-XIX.
3. Arta religioasă în Transilvania – piese de altar și alte obiecte din mediul confesional creștin transilvănean al sec. XV-XVI.
4. Expoziția de covoare – covoare anatoliene provenite din colecția Bisericii Evanghelice din Sibiu și a mai multor biserici săsești din zonă.

Etajul II
1. Capodoperele – lucrări de mare valoare artistică, în număr de 34, printre care se numără cele patru tablouri furate în 1968 și recuperate în 1998, dar și lotul transferat de autoritățile comuniste la Muzeul Național de Artă din București în 1948 și recuperate în 2006.
2. Scene din mitologie, istorie și literatura antică – picturi ale școlilor austriacă, flamandă, germană, italiană și olandeză din sec. XVII-XVIII, inspirate din mitologia greco-romană, istorie sau literatura antică.
3. Natura statică – tablouri aparținând școlilor de pictură austriacă, elvețiană, flamandă, franceză, germană, italiană și olandeză, din sec. XVII-XVIII. Acestea prezintă pe lângă fructe și legume, obiecte, vânat, compoziții floristice și bucătărie. Printre operele expuse: Natură moartă cu coloană de Joris van Son; Bucătăreasa flamandă de Jeremias van Winghe.
4. Scena de gen – picturi care prezintă scene din viața cotidiană a oamenilor obișnuiți. Printre operele expuse: Proxeneta de Jan Gerritsz van Bronkhorst; Conversație de Harmen Frans Hals.
5. Peisajul – picturi din școlile flamandă, olandeză, franceză, italiană, germană, austriacă. Sec. XVI-XVIII. Acestea sunt reprezentări ale naturii, peisaje reale sau imaginare din perioada baroc. Printre operele expuse: Petrecere populară lângă moară de Paolo Alboni; Peisajul unei câmpii olandeze de Philips Koninck.
6. Alegoria – picturi ale barocului italian și german din sec. XVII-XVIII ilustrând forme simbolice, idei filosofice, morale, religioase, politice. Printre operele expuse: Angelica și Medoro de Sebastiano Ricci; Triumful credinței de Alessandro Magnasco.
7. Reprezentări ale sfinților – picturi cu sfinți din școlile italiană, flamandă, olandeză, germană, austriacă din sec. XVI-XVIII. Maria Magdalena flagelându-se de Lorenzo Pasinelli; Fecioara și Pruncul în slavă de Jacopo Palma cel Tânăr.
8. Portretul – portrete ale școlilor italiene, flamande, olandeze, franceze, germane, austriece din sec. XVII-XVIII. Printre operele expuse: Cele cinci simțuri. Auzul de Gonzales Coques.
9. Scena de vânătoare – picturi din școlile flamandă, olandeză, italiană, germană și austriacă din sec. XVII-XVIII, ilustrând scene de vânătoare, nu doar ca un mijloc de dobândire a resurselor animale, ci și ca o activitate a elitelor sociale. Printre operele expuse: Răți sălbatice vânate de un câine de Philipp Ferdinand de Hamilton; Vânătoare la marginea pădurii de Domenico Brandi.

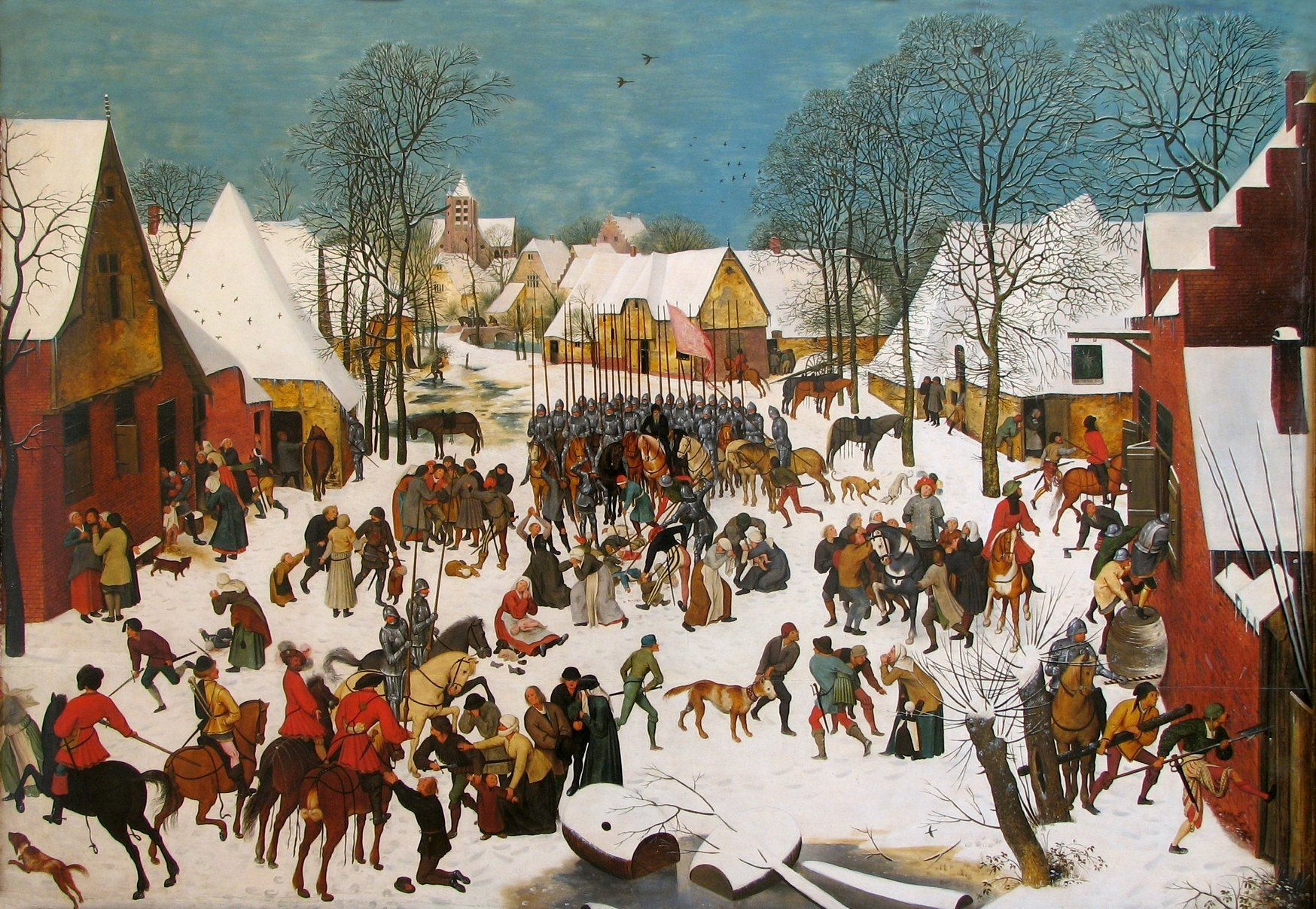
Pieter Bruegel II - Uciderea pruncilor. Din colecția Galeriei de Artă Europeană.

În aceeași clădire, pe lângă Galeria de Artă Europeană și Biblioteca Brukenthal se mai găsesc colecția de sculpturi transilvănene, cabinetul de cartografie și cel de stampe (toate la parter). Din cauza normelor de conservare a lucrărilor pe suport de hârtie, expozițiile Cabinetului de cartografie și a celui de stampe sunt temporare (câte 4-5 expoziții pe an). Lapidariul transilvănean expune piese sculpturale din sec. XIII-XIX: elemente arhitectonice, statui, blazoane, inscripții de construcție, monumente sau elemente ale unor ansambluri funerare, reliefuri decorative. Printre exponatele mai neobișnuite sunt cele realizate din alabastru (blazoane și alte reliefuri decorative), o statuie alegorică din calcar reprezentând Luxuria și piesele interpretate greșit în sec. XIX drept antichități romane.
Cabinetul de cartografie prezintă o parte din colecția de hărți a Bibliotecii Brukenthal cu tematici diferite, cum ar fi istoria cartografiei, descoperirile geografice, hărțile lumii și a României în trecut și în prezent. Cabinetul de stampe a fost inaugurat în 2007 și este destinat exclusiv genurilor artei grafice. Sunt expuse un număr select din cadrul colecției de gravură europeană a lui Samuel von Brukenthal (1000 stampe, 2000 planșe în albume), sec. XVI-XVIII. Printre artiști sunt Albrecht Dűrer, Robert Nanteuil, Giambattista Piranesi, Giovanni Battista Tiepolo. De asemenea este reprezentată colecția de grafică transilvăneană (sec. XVIII-XIX) și lucrări ale artiștilor români din sec. XX obținute prin achiziție sau donație (cum ar fi de Theodor Aman, Ștefan Luchian, Theodor Pallady ș.a.).

Ion Andreescu - Femeie în pădure (1880). Din colecția Galeriei de Artă Românească.

Galeria de Artă Românească își are sediul în Casa Albastră. Clădirea originală a fost ridicată la răscrucea sec. XV-XVI, de la care s-au mai păstrat elemente cum ar fi ancadramentele renascentiste. Este cumpărată de baronul Lambert von Möringer în 1734 și în 1767 acesta îi modifică aripa transversală, transformând-o în sala de teatru între 1769 și 1783. Din 1773 se întreprind unele modificări în stil baroc, în 1810 este cumpărată de magistratul orașului pentru 30 000 guldeni. În 1819 este finalizat al doilea etaj și clădirea primește aspectul din prezent.
A găzduit Academia de Drept (1844), Societatea de Științe Naturale (1858-1862), Serviciul de Măsuri și Greutăți (sf. sec. XIX), un internat de fete (perioada interbelică), Gestapo-ul german (al Doilea Război Mondial). La parter au fost spații comerciale, dintre care până în 1853 a funcționat aici cel mai important magazin din Sibiu.
Găzduită la etajul doi, cu intrare dinspre Palatul Brukenthal, expoziția permanentă de Artă Românească a fost vernisată pe 25 noiembrie 2008 și prezintă aproximativ 200 de tablouri din colecția de artă a muzeului. Acestea sunt bazate pe fondurile Muzeului Astra, integrate în muzeu în 1950, dar și pe achiziții/donații ulterioare. Circuitul urmărește evoluția picturii din România în timpul sec. XVIII-XX. Printre artiștii figurați sunt Theodor Aman, Nicolae Grigorescu, Ion Andreescu, Ștefan Luchian, Theodor Pallady, Nicolae Tonitza, dar și pictorii transilvăneni Johann Martin Stock, Franz Neuhauser, Mișu Popp, Octavian Smigelschi și alții.
Muzeul de Artă Contemporană. Clădirea a fost ridicată de Emil Kirscher în 1901 în stilul secesiunii vieneze, cu subsol, parter, etaj și mansardă. Parterul boltit, cât și balustrada de fier forjat a scării din dreapta prezintă elemente decorative vegetale. Fațada, în stilul secesiunii vieneze, conține și măști umane dispuse deasupra celor patru axe. Aici a activat Kircher’s Unicum Café & Restaurant, iar la etaj era Sala Unicum, un loc popular pentru întruniri, concerte, festivități. În 1945 se deschide aici cel mai modern cinematograf din Sibiu. Deschis în 2006, Muzeul de Artă Contemporană este cea mai nouă locație din cadrul grupului Brukenthal. Parterul clădirii este dedicat expozițiilor temporare, pe când la primul etaj și la etajul al doilea se află un depozit vizitabil, unde piesele de artă contemporană, în special picturile, pot fi admirate așa cum sunt păstrate de obicei în depozit.

### Biblioteca Brukenthal
Biblioteca este situată în Palatul Brukenthal și cuprinde aproximativ 300.000 de lucrări originale (manuscrise, incunabule, publicații rare, cărți contemporane și reviste din secolul al XVIII-lea). Biblioteca era formată inițial dintr-o sală de lectură, două camere și două cabinete. Fondul achiziționat de baronul Samuel von Brukenthal conținea 15.972 volume. După demolarea Capelei lui Iacob în 1898, biblioteca acesteia care cuprindea biblioteca mănăstirii dominicane, Biblioteca Gimnaziului Evanghelic (activă din 1544) și diferite biblioteci private au fost integrate în Biblioteca Brukenthal.

### Muzeul de Istorie Casa Altemberger
Este situat în str. Mitropoliei nr 2, este cel mai important ansamblu de arhitectură gotică civilă din Transilvania. Casa a fost construită de primarul Sibiului Thomas Altemberger în perioada 1470-1491. Structura inițială s-a păstrat aproape în întregime, modificările ulterioare în stil renascentist fiind elemente decorative. Intrarea se face printr-un gang boltit pe fațada căruia s-a păstrat o placă comemorativă în cinstea vizitei împăratului Iosif al II-lea în 1773. Cea mai veche parte e turnul-locuință pe patru nivele, din 1470; clădirea dinspre stradă e mai recentă, din secolul XVIII.
Curtea mare era pavată cu pietre de râu, dar în urma restaurării a primit un pavaj artificial din dale de beton alternate cu dale din piatră de râu în ciment. Există și o a două curte, mai mică, cu accesul printr-un portal, numită Grădina martirilor, fiindcă acolo au avut loc mai înainte o serie de sentințe la tortură.
A fost sediul primăriei din 1545 până în 1947. Alte organizații care au fost găzduite aici: Arhiva orașului și a Universității Săsești (1546-1923), Închisoarea orașului (până în 1747), Ocolul Silvic (sf. sec. XIX), Tribunalul municipal (până în 1901), poliția orășenească (până la Primul Război Mondial) ș.a. În perioada postbelică a fost folosită pe post de locuințe, garaje, birouri, depozit pentru Muzeul Brukenthal, dar și de Întreprinderea nr. 2 de Construcții din Sibiu. În 1988 este organizat aici Muzeul de Istorie cu un circuit muzeal complet, sediul acestuia până în prezent.
Secția de Istorie a Muzeului Național Brukenthal a fost deschisă în 1959 la Palatul Brukenthal. Inițial în format restrâns, a fost extinsă la două expoziții în 1986, și în 1988 mutată în sediul ei actual, Casa Altemberger, cu un circuit complet. Expoziția permanentă a muzeului a fost reorganizată în anii 2006-2007. Circuitul prezintă viața de zi cu zi și vestigiile umane din perspectiva istoriei locale, începând cu Paleoliticul și încheind cu mișcările de emancipare națională în sudul Transilvaniei din sec. XVIII-XX.
Secțiunile expoziției permanente:
1. Evoluția comunităților umane în sudul Transilvaniei.
  - Habitat de peșteră din paleolitic
  - Habitat neolitic
  - Viața eneolitică
  - Epoca bronzului
  - Perioada dacică
  - Villa rustica romană
  - Cămin medieval.
2. Lapidariul antic. Exponate romane din piatră, sec. II-III p.Chr.
  - Sala I – monumente onorifice,
  - Sala II – monumente votive,
  - Sala III – monumente funerare,
  - Sala IV – cultul lui Mithras,
  - Sala V – cultul lui Jupiter.
3. Lapidariul medieval, cu trei săli:
  - piese de mobilier arhitectural,
  - grupuri de piese reprezentative pentru clădiri și ansambluri arhitectonice,
  - pietre funerare din secolele XVIII – XIX, provenite din cimitirul comunal.
4. Arme și armuri. Echipament militar, harnașament, arme medievale și arme de foc, cu fitil și cu cremene.
5. Tezaur. Pe baza cabinetului de numismatică a baronului von Brukenthal, cu completări ulterioare prin donații de la bisericile evanghelice, bijutieri, ghilde etc.
6. Monede și medalii.
7. Sticla în Transilvania.
8. Bresle sibiene. Piese ale breslelor și frățiilor calfelor din Sibiu, sec. XIV-XIX: însemne, sigilii, urne de vot, ș.a.
9. Magistratul Sibiului.
10. Mișcarea națională a românilor din sudul Transilvaniei.

### Muzeul de Istorie Naturală

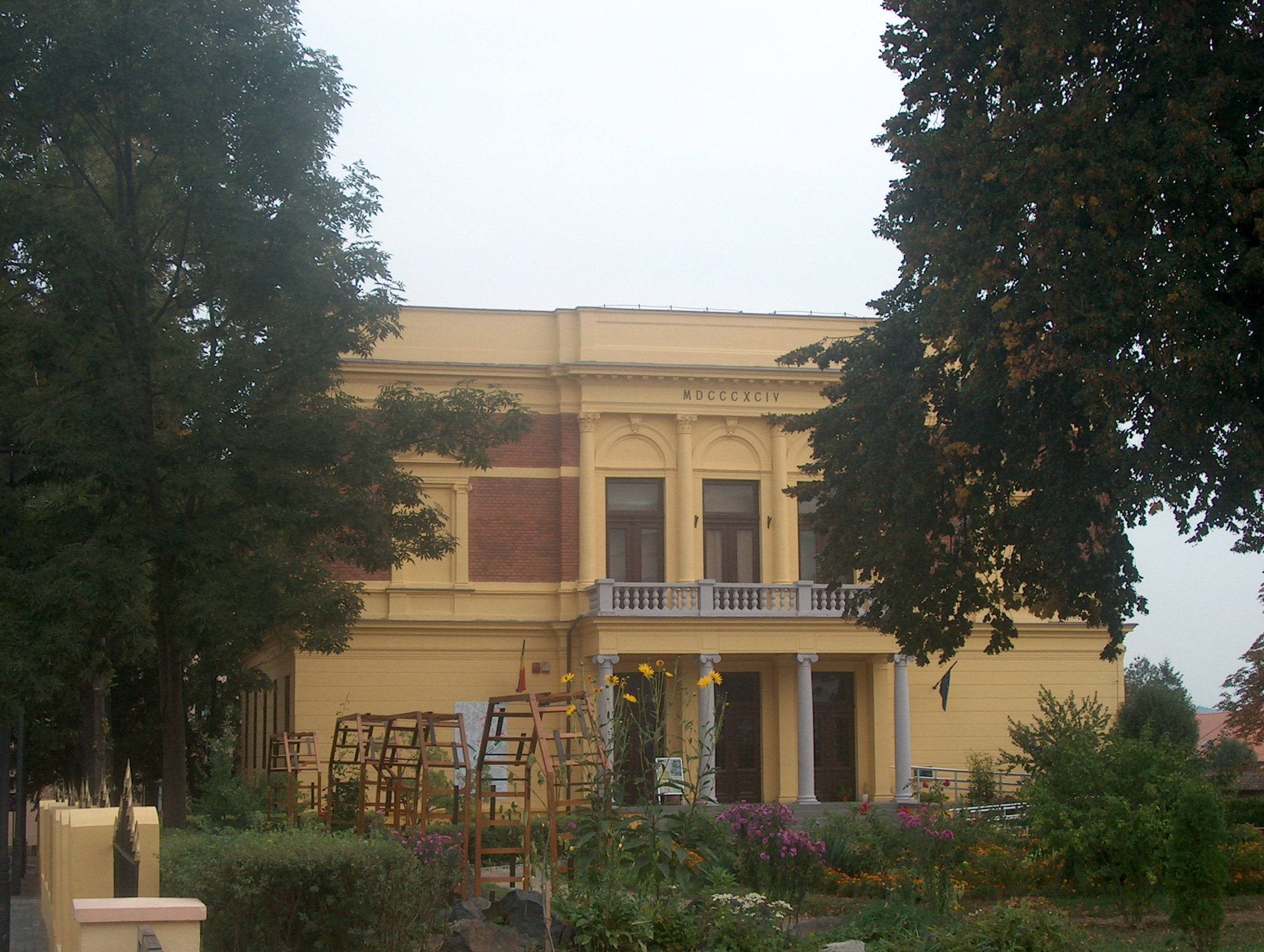
Muzeul de Istorie Naturală

Este o instituție înființată în anul 1849 la Sibiu, situat în strada Cetății nr. 1. Clădirea a fost construită în 1894 conform planurilor arhitectului clujean C.W. Friedrich Maetz. Este primul edificiu din România ridicat cu destinația de muzeu. A fost sediul Societății Ardelene de Științe Naturale până în 1948, atunci când aceasta a fost desființată. Fațada principală e în stil neoclasicist. Porticul are patru coloane în stil ionic, care suportă un balcon cu balustradă. În interior, patru coloane corintice separă spațiul la etaj. Tavanul holului este decorat cu casete pictate cu elemente vegetale și zoomorfe. 
Expoziția permanentă a fost inaugurată în decembrie 2007 și este împărțită în patru sectoare: evoluția lumii vii, ecosisteme, sectorul paleontologic și sectorul mineralogic. 

### Muzeul de Istorie a Farmaciei
Este o clădire istorică din 1569, situată în Piața Mică, nr. 26. Clădirea în sine constituie un monument istoric de arhitectură care conține elemente gotice și renascentiste și datează din anul 1568. Chiar în această clădire a funcționat una dintre cele mai vechi farmacii sibiene, a treia in ordine cronologică, înființată în jurul anului 1600 și denumită La Ursul Negru. Tot aici a locuit George Barițiu între 1877 și 1883.
Muzeul de Istorie a Farmaciei a fost inaugurat în 1972. Spațiul expoziției permanente este organizat conform unei farmacii clasice, cu oficină și laborator, pe lângă care mai sunt holul truselor medicale și un sector dedicat homeopatiei. Fondul muzeului este compus din 6 700 piese, dintre care 2 910 inventar homeopatic.

### Muzeul de Vânătoare „August von Spiess”
Este un muzeu național din Sibiu, amplasat în Str. Școala de Înot nr. 4. Edificiul, ridicat la începutul sec. XX de colonelul August von Spiess, maestru vânător al Curții Regale a României, a servit inițial drept locuință. Fiicele colonelului au donat reședința statului pentru organizarea aici a unui muzeu. Deschis în 1966, a fost primul muzeu cu profil cinegetic din România. A trecut în administrarea Muzeului Brukenthal în 1976.
Expoziția permanentă include spații separate dedicate armelor și instrumentelor de vânătoare, trofeelor de dimensiuni medii și mici, trofeelor de dimensiuni mari, trofeelor africane, și o sală memorială August von Spiess. În podul clădirii mai este și un depozit vizitabil. Patrimoniul muzeal include la moment aproximativ 1600 piese.

### Sala cu Frescă
Clădirea în care este amplasată Sala cu Frescă a fost construită în sec. XV-XVI, cu modificări în 1631, 1694 și sec. XVIII. A fost renovată în 2017-2019 de către primărie. În perioada revoluției din 1848-49 a fost sediul statului major al armatei austriece. În sec. XIX a aparținut doctorului Joseph Rohm, care a vândut-o familiei Reissenberger, în posesia cărora va rămâne până în 1964. În perioada de dinaintea Primului Război Mondial aici activa un magazin de articole de casă, ca mai apoi să se deschidă magazinul de vopsele „La Elefant” și un magazin de delicatese.
Fresca a fost descoperită în 1957 într-o încăpere folosită ca depozit până atunci. Ea ilustrează o judecată, o scenă biblică, una alegorică și una de vânătoare, pe lângă un blazon cu inscripție policromă din 1694. Una din scene este marcată cu anul 1631, ceea ce înseamnă că este una dintre cele mai vechi picturi murale laice din Transilvania. Sala a fost restaurată în 2009.

## Laboratoare
Laboratoarele de restaurare-conservare funcționează din 1975 în Casa Albastră și deservesc nu numai Muzeul Național Brukenthal, dar și alte instituții și persoane private. Este partener al Universității „Lucian Blaga” din Sibiu, unde sprijină activitatea de formare a viitorilor specialiști restauratori. Rezultatele științifice sunt publicate în Brukenthal. Acta Musei 4 în fiecare an, dar și în alte reviste de specialitate.
Muzeul deține 11 astfel de laboratoare:
1. Restaurare ceramică.
2. Restaurare hârtie.
3. Restaurare lemn.
4. Restaurare lemn policrom.
5. Restaurare metal.
6. Restaurare pictură.
7. Restaurare piatră.
8. Restaurare piele.
9. Restaurare tempera.
10. Restaurare textile.
11. Investigații chimice.

## Activitate editorială
Muzeul Național Brukenthal editează revista științifică Brukenthal. Acta Musei. A debutat în 1956 ca anuar și până în 2004 au fost editate 29 de numere. Din 2006 s-a modificat formatul, în care erau publicate 3 volume pe an, câte unul pentru „istorie și arheologie”, „artă și istoria artei”, „istorie naturală”. Din 2009 sunt 4 volume pe an, adăugându-se un volum dedicat restaurării.
În 2012 a fost înființată Editura Muzeului Național Brukenthal. Aceasta publică diferite lucrări (cărți, ghiduri, cataloage, albume, broșuri ș.a.) din domeniile istorie și studii culturale, artă și istoria artei, stiințele naturii, conservare și restaurare a patrimoniului. În 2019, de exemplu, în afară de revista științifică muzeul a publicat în total 8 volume de cărți, 19 volume de cataloage de expoziție și 2 broșuri, dintre care 5 cărți, 14 cataloage și o broșură – de către editura muzeului.

## Tablouri de Rubens
În România există 4 tablouri atribuite pictorului flamand Peter Paul Rubens (respectiv atelierului său):
- Două tablouri la Muzeul Brukenthal din Sibiu („Sf. Ignațiu de Loyola” și „Sf. Franciscus Xaverius”);
- Un tablou în Catedrala Armeano-Catolică din Gherla („Coborârea lui Isus de pe Cruce”).
- Un tablou in Palatul Culturii din Iasi: "Cezar primind capul lui Pompei"

## Marele jaf din 1968

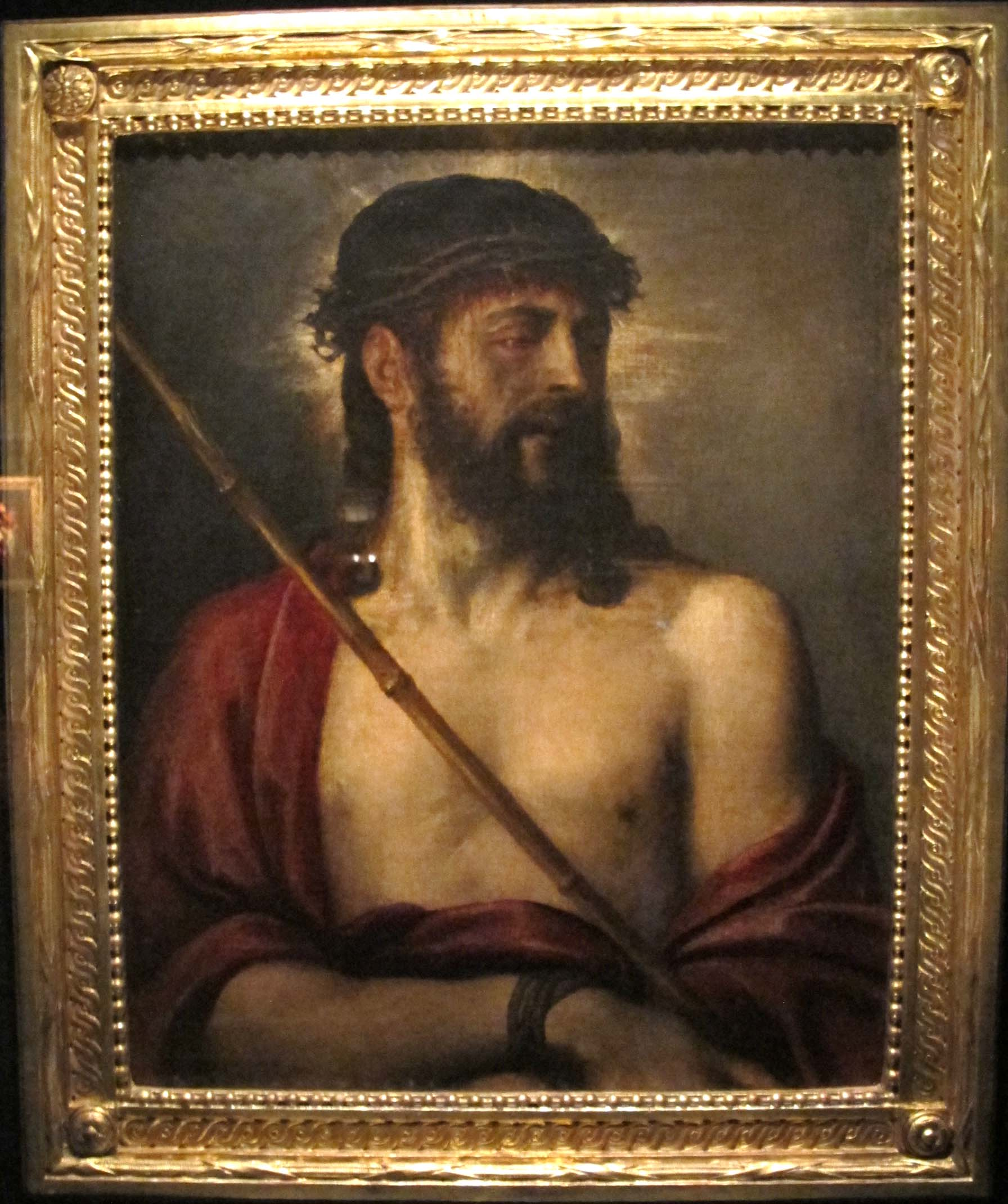
Ecce Homo de Tizian

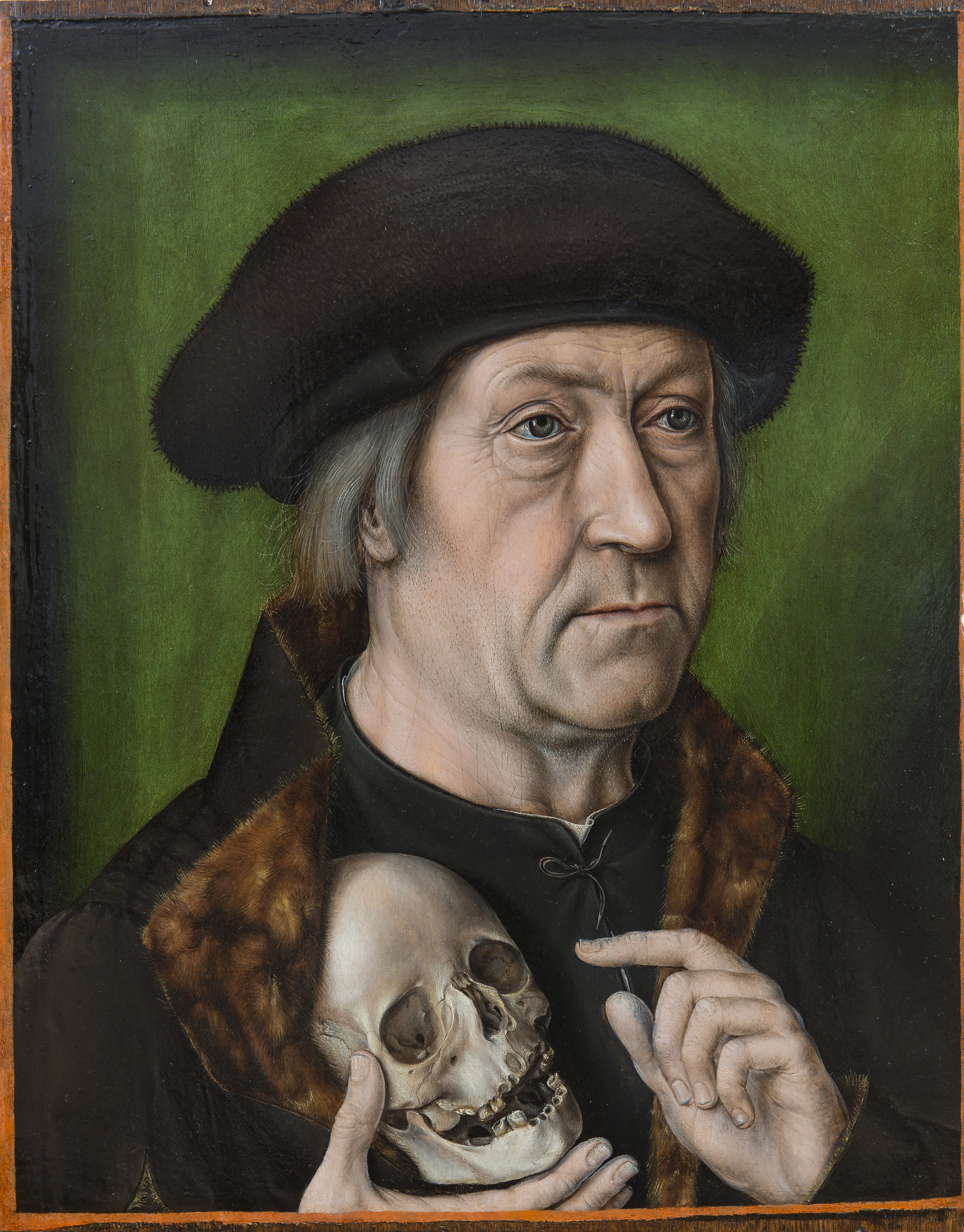
Bărbat cu craniu în mână

În ziua de duminică 26 mai 1968, un grup de hoți a intrat în muzeu, ca niște vizitatori obișnuiți, s-au ascuns la etajul doi, aflat în renovare. Noaptea au coborât și au furat opt dintre cele mai valoroase lucrări expuse: Anton van Dyck - "Moartea Cleopatrei", Frans van Mieris cel Bătrân - "Bărbat cu pipă la fereastră", Jorg Breu - "Portret de bărbat", anonim german - "Bărbat cu haină de blană", Cristoph Amberger - "Portret de bărbat", Tiziano Vecello da Cadore (1477-1576) - "Ecce homo", Rosalba Carriera - "Portretul unei tinere femei" (o miniatură pictată pe fildeș), și, cea mai valoroasă, Maestrul legendei Sfântului Augustin - "Bărbat cu craniu în mână", evaluate la peste 25 de milioane de dolari, după care au dispărut prin pod și apoi prin curtea bisericii reformate. Ancheta a stabilit că picturile au fost scoase din țară într-un timp-record, de numai trei zile. Patru dintre ele au fost regăsite în America și repatriate în 1998: "Portret de bărbat cu craniu" a Maestrului Legendei Sfântului Augustin, "Ecce Homo" de Tizian; "Portret de femeie" de Rosalba Carriera și "Portret de bărbat cu pipă în fereastră" de Frans van Mieris cel Bătrân.
În octombrie 1998 au dispărut 6 tablouri de mare valoare din Muzeul de Arte Frumoase din Budapesta, hoții aplicând același mod de operare ca la Muzeul Brukenthal. Polițiștii maghiari au acționat rapid, reușind să identifice și să aresteze un grup de hoți italieni. Printre aceștia se afla și un oarecare Ciro, care a recunoscut că a acționat și la Sibiu, în urmă cu 30 de ani, declarând că tablourile furate de la Muzeul Brukenthal au fost scoase din țară de un om de afaceri grec, Miscalaides, care făcea afaceri cu tractoare românești.